# Lago Alcohol and Drug Abuse
Lago Alcohol and Drug Abuse (en español: Lago Abuso de Alcohol y Drogas) un embalse en el condado de Richland, Carolina del Sur, Estados Unidos. La construcción del embalse se terminó en 1973. El lago de 93.2 acres (377,000 m²) está en un afluente del río Crane Creek.
Se cree que el lago lleva el nombre de un lugar llamado Morris Village, un centro de tratamiento residencial cercano para personas con dependencia de sustancias. Su propietario, el Departamento de Salud Mental de Carolina del Sur, usa el nombre "el estanque de Morris Village", a veces "Morris Village Pond" o simplemente "Village Lake". Por su ubicación, está vallado y no está abierto al público.